# Bathystylodactylus inflatus
Bathystylodactylus inflatus is een garnalensoort uit de familie van de Stylodactylidae. De wetenschappelijke naam van de soort is voor het eerst geldig gepubliceerd in 1996 door Hanamura & Takeda.